# Kista Science Tower
Le Kista Science Tower à Kista est le plus grand gratte-ciel de Stockholm en Suède.

## Description
Il s'élève à 128 mètres de haut soit 156 mètres avec l'antenne fixée sur le toit,. 
Il était prévu qu'il soit plus haut mais la récession du début du siècle a causé l'abandon des derniers étages. C'est pour cela que l'on peut voir un cube noir au sommet de la tour, il s'agit de la cage d'ascenseur (le plus haut de Suède) qui devait desservir les derniers étages. Sur les plans originaux le toit du bâtiment était plat. La tour comprend 30 étages, dont aucun ne se situe en sous-sol.
La Tour de la science de Kista, comme on pourrait la nommer en français, a été finie en 2003. Elle était alors le gratte-ciel le plus haut de Scandinavie, mais depuis 2004 elle a été dépassée par la tour Turning Torso de Malmö.